# 31344 Agathon
31344 Agathon è un asteroide troiano di Giove del campo troiano. Scoperto nel 1998, presenta un'orbita caratterizzata da un semiasse maggiore pari a 5,3461421 au e da un'eccentricità di 0,0383494, inclinata di 7,47637° rispetto all'eclittica.
L'asteroide è dedicato al principe troiano Agatone.